# Ordonnance royale grand-ducale
Une ordonnance royale grand-ducale était le nom donné à une décision du souverain du Grand-duché de Luxembourg lors de la période de l'histoire du Luxembourg où celui-ci était un territoire privé appartenant à la maison d'Orange-Nassau et dont le grand-duc de Luxembourg était également le roi des Pays-Bas, d'où son nom.

## Histoire

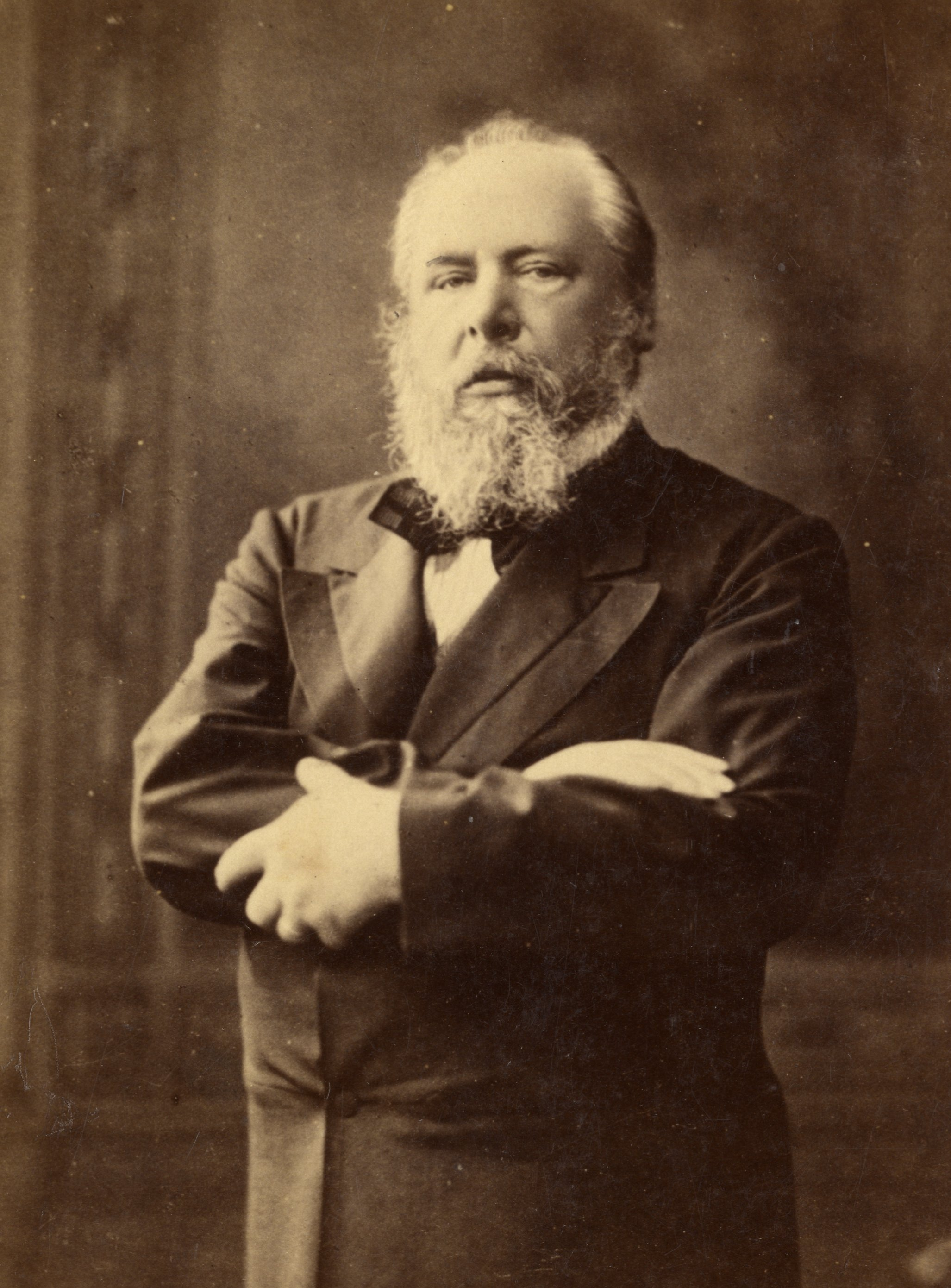
Guillaume III d'Orange-Nassau, le dernier « roi-grand-duc » : roi des Pays-Bas et grand-duc de Luxembourg.

Il existait déjà des ordonnances royales du temps de l'Ancien Régime français d'avant la Révolution de 1789 et de l'annexion du Luxembourg à la première république française en 1795.
Le terme royal tombe avec la fin de la situation d'union personnelle, liant le Grand-duché de Luxembourg aux Pays-Bas lors du décès du dernier « roi-grand-duc » Guillaume III d'Orange-Nassau, le 23 novembre 1890. Son successeur, Adolphe de Nassau-Weilbourg devient le premier grand-duc de Luxembourg uniquement souverain de l'état luxembourgeois actuel, instaurant de facto l'indépendance du Luxembourg. Depuis lors, on parle d'arrêté grand-ducal.